# Kloster Cheminon
Das Kloster Cheminon war eine Zisterzienserabtei in der Gemeinde Cheminon im Département Marne, Region Grand Est, in Frankreich. Es lag rund 16 km nördlich von Saint-Dizier.

## Geschichte
Das in den Jahren 1100 bis 1102 von Graf Hugues de Champagne gestiftete Kloster wurde zunächst von Regularkanonikern besetzt. 1110 wurde die Abteikirche geweiht. Die Kanoniker baten 1136 um Aufnahme in den Zisterzienserorden, dem die 6 km entfernte Abtei Trois-Fontaines angehörte. Cheminon wurde diesem Kloster im Jahr 1138 als Tochterkloster unterstellt und gehörte damit der Filiation der Primarabtei Clairvaux an. Papst Coelestin V. beschränkte im Jahr 1194 die Zahl der Mönche auf 60 und die der Konversen auf 140. Dem Kloster gehörten die landwirtschaftlichen Anwesen Brusson, le Fays, Bredey. le Bruant, la Loge-Colotte, la Verrerie, la Basse-Cour, Renauval, Beaumont, la Coste, le Pont-de-Fer, la Cité, le Bouchot, la Solue, Rupt, Minières, la Corre, Heiltz-le Maurupt, Andernay und Maurupt. Mit dem nahegelegenen Kloster Trois-Fontaines kam es wiederholt zu Konflikten. Auch mit dem Dorf Cheminon kam es zu Auseinandersetzungen. 1628 wurde das Kloster durch Blitzschlag beschädigt, aber bis 1639 wieder aufgebaut. Im 17. Jahrhundert schloss sich die Abtei der strengeren Observanz an. 1661 wurde der Graf von Poitiers zum Kommendatarabt ernannt. Der letzte Kommendatarabt, Charles-François von Velbrück, starb 1784 und erhielt keinen Nachfolger. 1790 zählte die verarmte Abtei nur noch sieben Mönche. Nach ihrer Aufhebung in der französischen Revolution wurden die Güter der Abtei verkauft und die Gebäude wurden bald abgebrochen. Heute sind keine nennenswerten Reste mehr erhalten (auf einem Foto geringe Gebäudereste).